# Anouk Aimée
Françoise Judith Sorya Dreyfus (nome artístico: Anouk Aimée) (Paris, 27 de abril de 1932 — Paris, 18 de junho de 2024) foi uma atriz francesa.

## Biografia
Filha de atores, sua primeira atuação no cinema foi aos 14 anos, em La Maison sous la Mer (1947), filme dirigido por Henri Calef. A partir de então resolveu adotar o nome de seu personagem - Anouk. Depois de estudos secundários na Inglaterra, estudou também teatro e dança com Andrée Bauer-Thérond. Posteriormente atua no seu primeiro longa-metragem, "La Fleur de l'âge", filme de Marcel Carné que entretanto jamais será lançado. Nessa ocasião, Jacques Prévert, que era o roteirista do filme, sugere-lhe que adote o pseudônimo de Aimée.
Casou-se três vezes: com o cineasta Nikos Papatakis, com o qual teve uma filha, Manuella; com o compositor Pierre Barouh e com o ator Albert Finney. Posteriormente viveu com o cineasta Élie Chouraqui.
Nos anos 1950 foi amiga de Jean Genet, Jean Cocteau e Raymond Queneau.
Morreu em 18 de junho de 2024, aos 92 anos, em Paris.

## Prêmios
- 1967 - Globo de Ouro para a melhor atriz. Indicada ao Oscar de melhor atriz por seu desempenho no filme Un homme et une femme.
- 1980 Prêmio de Interpretação Feminina no Festival de Cannes por Salto nel vuoto de Marco Bellocchio.
- 2002: César de honra pelo conjunto de sua carreira.
- 2003: Urso de Ouro em Berlim, pelo conjunto de sua carreira.

## Filmografia
- 1946: La Maison sous la mer de Henri Calef - Anouk
- 1947: La Fleur de l'âge de Marcel Carné, inacabado
- 1949: Les Amants de Vérone de André Cayatte - Giorgia Maglia (Juliette)
- 1949: The Golden Salamander de Ronald Neame
- 1951: Noche de tormenta de Jaime de Maroya
- 1952: La Bergère et le Ramoneur[2][3][4][5] de Paul Grimault - a Pastora (voz)
- 1952: Le Rideau cramoisi de Alexandre Astruc - Albertine
- 1952: The Man Who Watched the Trains Go By de Harold French - Jeanne, a prostituta
- 1954: Forever My Heart (episódio Happy Birthday) de B.Knolles
- 1955: Les mauvaises rencontres de Alexandre Astruc - Catherine
- 1955: Ich suche dich de O.W. Fischer - Françoise Maurer
- 1955: Contraband Spain de Lawrence Huntington - Elena Vargas
- 1956: Nina de Rudolph Jugert - Nina Iwanowa

Strese-Mann de Alfred Braun - Annette Stein
- 1957: Tous peuvent me tuer de Henri Decoin - Isabelle
- 1957: Pot-Bouille de Julien Duvivier - Marie
- 1957: Montparnasse 19 de Jacques Becker - Jeanne Hébuterne
- 1959: The Journey de Anatole Litvak - Eva
- 1959: La tête contre les murs de Georges Franju - Stéphanie
- 1959: Les dragueurs de Jean-Pierre Mocky - Jeanne
- 1960: La dolce vita de Federico Fellini - Maddalena
- 1961: Quai Notre-Dame de Jacques Berthier - L'antiquaire
- 1961: Lola de Jacques Demy - Lola (Cécile)
- 1961: Le jugement dernier de Vittorio De Sica - Irene
- 1961: L'imprevisto de Alberto Lattuada - Claire
- 1961: Sodoma e Gomorra de Robert Aldrich e Sergio Leone - Rainha Bera
- 1961: Le farceur de Philippe de Broca - Hélène
- 1962: Les grands chemins de Christian Marquand - Anna
- 1962: Il giorno più corto de Sergio Corbucci
- 1962: Il terrorista de Gianfranco De Bosio - Anna Braschi
- 1963: Le coq du village de Alessandro Blasetti
- 1963: Il sucesso de Dino Risi - Laura
- 1963: 8½ (Otto e mezzo) de Federico Fellini - Luisa Anselmi
- 1964: La fuga de Paolo Spinola - Luisa
- 1964: Le voci bianche de Pasquale Festa Campanile e Massimo Franciosa - Lorenza
- 1965: Lo scandalo de Anna Gobbi
- 1965: Le stagioni de nostro amore de Florestano Vancini
- 1965: Il morbidone de Massimo Franciosa - Valeria
- 1966: Un homme et une femme de Claude Lelouch - Anne Gauthier
- 1968: Un soir, un train de André Delvaux - Anne
- 1968: Model Shop de Jacques Demy - Lola
- 1968: The Appointment de Sidney Lumet - Carla
- 1969: Justine de George Cukor - Justine
- 1976: Si c'était à refaire de Claude Lelouch - Sarah Gordon
- 1978: Mon premier amour de Elie Chouraqui - Jane
- 1980: Le saut dans le vide de Marco Bellocchio - Marta Ponticelli
- 1981: La tragedia di un uomo ridicolo de Bernardo Bertolucci - Barbara Spaggiari
- 1982: Qu'est-ce qui fait courir David ? de Elie Chouraqui - Hélène
- 1983: Le Général de l'armée morte de Luciano Tovoli - La Comtesse Betsy
- 1984: Success is the best revenge de Jerzy Skolimowski - Monique
- 1984: Viva la vie! de Claude Lelouch - Anouk
- 1986: Un homme et une femme : Vingt ans déjà de Claude Lelouch - Anne Gauthier
- 1987: Arrivederci e grazie de Giorgio Capitani - Laura
- 1988: La table tournante de Paul Grimault et Jacques Demy - a pastora (voz)
- 1990: Béthune: the making of a hero de Phillip Borsos - Marie-France Coudaire
- 1990: Il y a des jours… et des lunes de Claude Lelouch - (ela mesma)
- 1993: Rupture(s) de Christine Citti - Marthe
- 1993: Les marmottes de Elie Chouraqui - Françoise
- 1995: Les cent et une nuits de Simon Cinéma de Agnès Varda - a atriz por um dia
- 1995: Ready to Wear de Robert Altman - Simone Lowenthal
- 1995: Dis-moi oui de Alexandre Arcady - Claire
- 1995: L'univers de Jacques Demy de Agnès Varda - ela mesma
- 1996: Hommes, femmes, mode d'emploi de Claude Lelouch - a viúva
- 1997: Riches, belles, etc. de Bunny Schpoliansky - a fada
- 1999: 1999 Madeleine de Laurent Bouhnik - Eve
- 1999: L.A. without a map de Mika Kaurismäki - ela mesma
- 1999: Une pour toutes de Claude Lelouch - a mulher do músico
- 2001: Festival in Cannes de Henry Jaglom - Millie Marquand
- 2002: Napoléon (telefilme) de Yves Simoneau
- 2003: La petite prairie aux bouleaux de Marceline Loridan-Ivens - Myriam
- 2004: Ils se marièrent et eurent beaucoup d'enfants de Yvan Attal - a mãe de Vincent
- 2006: De particulier à particulier de Brice Cauvin - Nelly